# ميلكور فيرير دالماو
ميلكور فيرير دالماو (بالإسبانية: Melchor Ferrer)‏ هو كاتب وصحفي ومؤرخ إسباني، ولد في 27 نوفمبر 1888 في ماتارو في إسبانيا، وتوفي في 7 يونيو 1964 في بلنسية في إسبانيا.